# 特蕾西·巴雷尔
特蕾西·李·巴雷尔（英語：Tracy Lee Barrell，1974年3月30日—），生于新南威尔士州，澳大利亚女子游泳运动员。她曾代表澳大利亚参加1992年夏季残疾人奥林匹克运动会游泳比赛，获得二枚金牌。